# 創学舎
創学舎（そうがくしゃ）は株式会社アガトスが経営する千葉県東葛飾地区の学習塾である。創業は1985年8月。小学校1年生〜高校3年生までを対象とし、「小中学部」「大学受験部」「個別指導(創学舎パーソナル)」の3部門、計10教室を展開している。株式会社アガトスの「agathos」とは古代ギリシャ語で『善い・良い』という意味である。
『目標は志望校合格 目的は自己学習能力の育成』を教育理念とし、小学生から高校生までを対象とした学習指導を行っている。小中学部は社員講師が担当し、勉強のやり方、ノートやワークの使い方などを丁寧に指導することで、後々の人生に役立つような指導を行うのが特徴。千葉県の東葛飾地区における高校受験指導、その後の大学受験指導に強みがある。

## 沿革
1985年（昭和60年） 8月　布施教室開校
12月  新松戸教室開校
2000年（平成12年） 3月　柏教室開校
2003年（平成15年） 7月　大学受験部を新松戸から柏に移転
2006年（平成18年）10月  我孫子教室開校
2008年（平成20年）10月  パーソナル柏教室開校
2010年（平成22年） 3月　新柏教室開校　
2011年（平成23年） 5月　江戸川台教室開校
2015年（平成27年） 5月　パーソナルおおたかの森教室開校
2021年（令和3年）　3月　流山おおたかの森教室開校
2025年(令和7年)　4月　パーソナル新柏教室開校

## 事業内容
小中学部
「小学部」「中学部」「英検対策講座」「小学英語Lepton」「読書教室」を展開している。小学生のクラスは1クラス10名弱。中学生は1クラス10～15名程度でクラス分けをし、集団塾でありながら1人1人に目が行き届く人数で授業を行っている。中3などの多い学年では、学力別クラス編成で、３～４クラスに分け、志望校や学力に合わせた指導を行う。授業教材はすべてオリジナルの教材を使用しており、スモールステップで１つ１つクリアしていくようなテキストである。昨今、英検取得を希望する生徒が多いが、創学舎では昔より「英検対策講座」を小中学生向けに開講し、真の英語力を養った上での英検取得を推奨しており、英検の合格率は９０％を超える。
大学受験部
学力別クラス編成で、10名程度の少人数制で指導している。授業教材はすべてオリジナルの教材を使用しており、40年のノウハウを凝縮したものである。授業後、講師に直接質問できる。授業を受けもつ講師のほかに、チューターとして生徒の支援をする創学舎OB達が個別に授業で分からない部分やテスト勉強などをサポートする体制を整えている。
個別指導パーソナル
主に大学生が講師となり、先生1人に対し生徒3人までの個別指導を行っている。他塾では見られない「1コマの授業時間が50分」というシステムは、他塾の1コマ（80分）と同程度の料金で週2回（50分×2コマ）通塾することができ、学習効果が上がるシステムを採用している。